# Al Sina'a Sport Club
Maillots
Actualités
Le Al Sina'a Sport Club (en arabe : نادي الصناعة الرياضي), plus couramment abrégé en Al Sina'a est un club irakien de football fondé en 1974 et basé à Bagdad, la capitale du pays.
Son palmarès consiste en une seule Coupe d'Irak, remportée en 1984.

## Palmarès
| Compétitions nationales                     |
| ------------------------------------------- |
| - Coupe d'Irak (1) : - Vainqueur : 1983-84. |